# Орган дознания
О́рганы дозна́ния — согласно п. 24 ст. 5 Уголовно-процессуального кодекса РФ государственные органы и должностные лица, уполномоченные в соответствии с УПК РФ осуществлять дознание и другие процессуальные полномочия.

## Перечень органов дознания, предусмотренных УПК РФ
Согласно статье 40 УПК РФ, к органам дознания относятся:
1. органы внутренних дел Российской Федерации, а также иные органы исполнительной власти, наделенные в соответствии с федеральным законом полномочиями по осуществлению оперативно-розыскной деятельности;
2. органы Федеральной службы судебных приставов;
3. командиры воинских частей, соединений, начальники военных учреждений;
4. органы государственного пожарного надзора федеральной противопожарной службы;

Кроме того, дознание производится дознавателями пограничных органов федеральной службы безопасности — по уголовным делам о преступлениях, предусмотренных статьями 253 и 256 (в части, касающейся незаконной добычи водных животных и растений, обнаруженной пограничными органами федеральной службы безопасности), частью 1 статьи 322 и частью 1 статьи 323 Уголовного кодекса РФ.

## Полномочия органов дознания
На органы дознания возлагаются:
1. дознание по уголовным делам, по которым производство предварительного следствия необязательно,
2. выполнение неотложных следственных действий по уголовным делам, по которым производство предварительного следствия обязательно.

Возбуждение уголовного дела и выполнение неотложных следственных действий возлагаются также на:
1. капитанов морских и речных судов, находящихся в дальнем плавании, — по уголовным делам о преступлениях, совершенных на данных судах;
2. руководителей геологоразведочных партий и зимовок, удаленных от мест расположения органов дознания, указанных в части первой настоящей статьи, — по уголовным делам о преступлениях, совершенных по месту нахождения данных партий и зимовок;
3. глав дипломатических представительств и консульских учреждений Российской Федерации — по уголовным делам о преступлениях, совершенных в пределах территорий данных представительств и учреждений;
4. командира экипажа российского сегмента МКС - по уголовным делам о преступлениях, совершенных на станции или в прилегающем к ней космическом пространстве во время внекорабельной деятельности.

## Непроцессуальные полномочия должностных лиц органов дознания
Ввиду разнообразия выполняемых задач, должностные лица органов дознания выполняют различные функции, обусловленные задачами органа государственной власти, в котором они проходят службу.
Среди должностных лиц органов дознания можно выделить оперуполномоченных — должностных лиц, наделённых полномочиями по раскрытию преступлений, розыску лиц, их совершивших, а также лиц, пропавших без вести.
Иные должностные лица органов дознания обладают контрольными и надзорными полномочиями в различных сферах общественных отношений, и, несмотря на свой процессуальный статус, не всегда принимают участие в уголовном процессе.

## Устройство органов дознания
Подразделение дознания — обособленная структурная единица органа дознания, состоящая из дознавателей, начальника подразделения дознания, его заместителей, начальника органа дознания и его заместителей, и предназначенная для производства предварительного расследования по уголовным делам, по которым производство предварительного следствия необязательно. Начальник подразделения дознания, начальник органа дознания и их заместители помимо полномочий административного характера, также имеют процессуальный статус дознавателя.
Вопрос разграничения категорий «орган дознания» и «подразделение дознания» вызывает серьёзные затруднения у теоретиков и даже сотрудников указанных органов, что вызывает споры по некоторым принципиальным вопросам.